# 津島街道

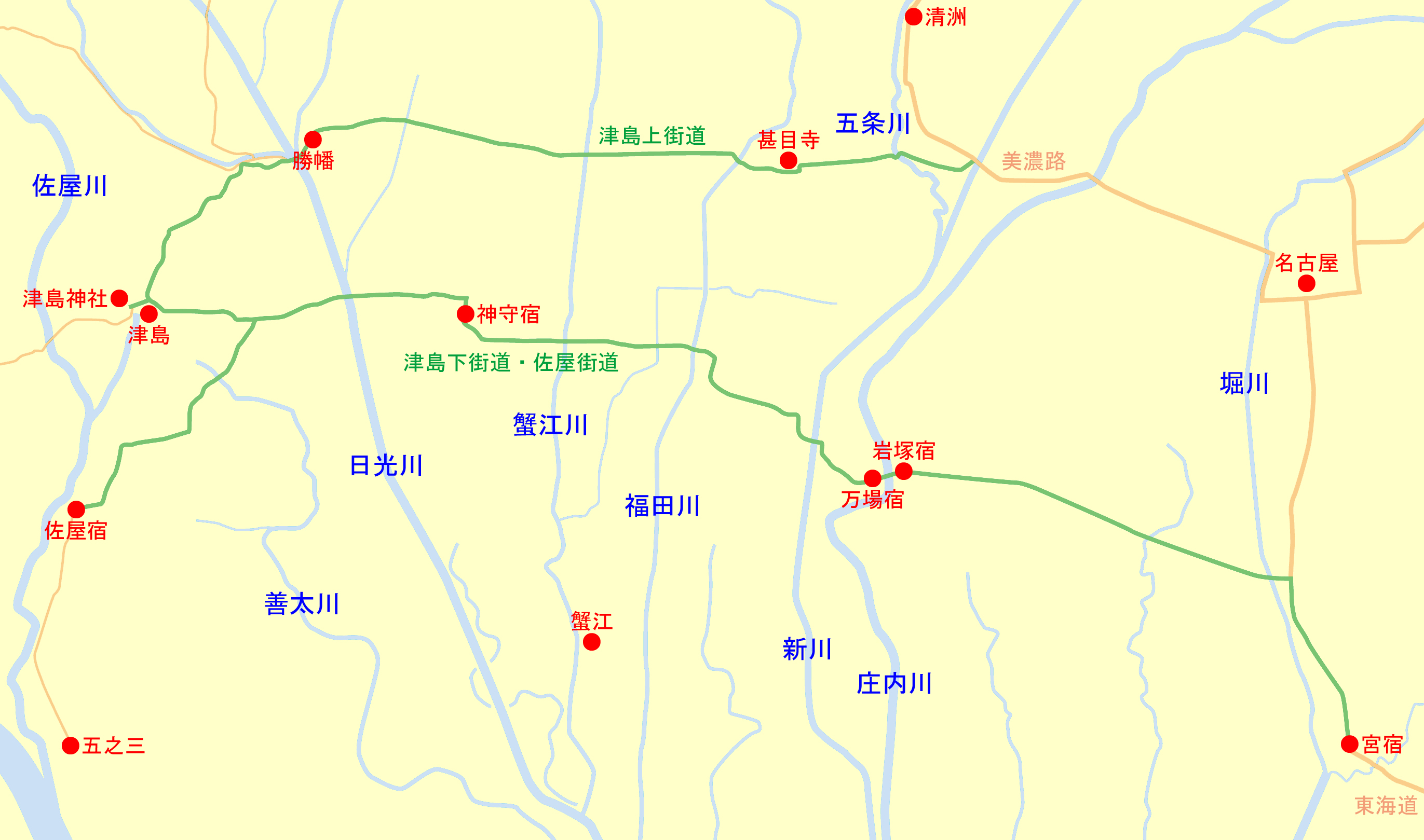
津島街道および佐屋街道（緑）と周辺の主要街道など（橙）

津島街道（つしまかいどう）は、日本の街道。現在の愛知県名古屋市から津島市を結んでいた。上街道・下街道の2つが存在し、2つの街道は津島神社東側の橋詰町の三叉路で交わる。

## 津島上街道
江戸時代の津島上街道の始点は新川に架かる「新川橋」の西側で、この地点で美濃路から分岐する。五条川などを渡りながらほぼ直線的に西進しており、途中には萱津神社・甚目寺観音などの寺社が点在する。勝幡付近からは三宅川・天王川沿いの兼平堤の上を通って津島へと至る。
上街道の元となったのは鎌倉時代に整備された鎌倉街道であり、萱津宿と津島を結んでいた道が発達したものである。兼平堤は室町時代の建造と考えられ、兼平堤の建造によって門前の三之枝川と二之枝川が合流したことで交易圏の拡大した津島は発展し、尾張の中心地であった清須との往来が盛んとなった。なお、鎌倉時代の街道は五条川西岸の萱津宿から五条川沿いに北上し、萱津神社付近からは後の上街道と同じ経路で津島へと至っていた。
安土桃山時代には津島神社や甚目寺観音（鳳凰山甚目寺）への参堂として賑わい、江戸時代以降に入ると上街道は美濃路から分かれる。日光川を越えると高須藩へと向かう高須街道が分岐する。
現在は津島上街道に沿って名鉄津島線が整備されている。

あま市北部一帯の空中写真。中央よりやや上よりを東西に通るのが津島上街道に沿う形で整備された名鉄津島線。1987年（昭和62年）に撮影された

## 津島下街道
江戸時代の下街道は東海道の脇街道・佐屋街道の一部であり、埋田の追分で佐屋街道から分岐する。追分からほぼ直線的に西進し、津島に至る。
江戸時代以前から津島から桑名宿への渡しは重要な交通路となっていたが、御囲堤建造以後に佐屋川の河床上昇が進むと津島からの往来は困難となり、1634年（寛永11年）に佐屋街道と「三里の渡し」が公認され、津島下街道は佐屋街道の一部となった。

## 津島神社参道

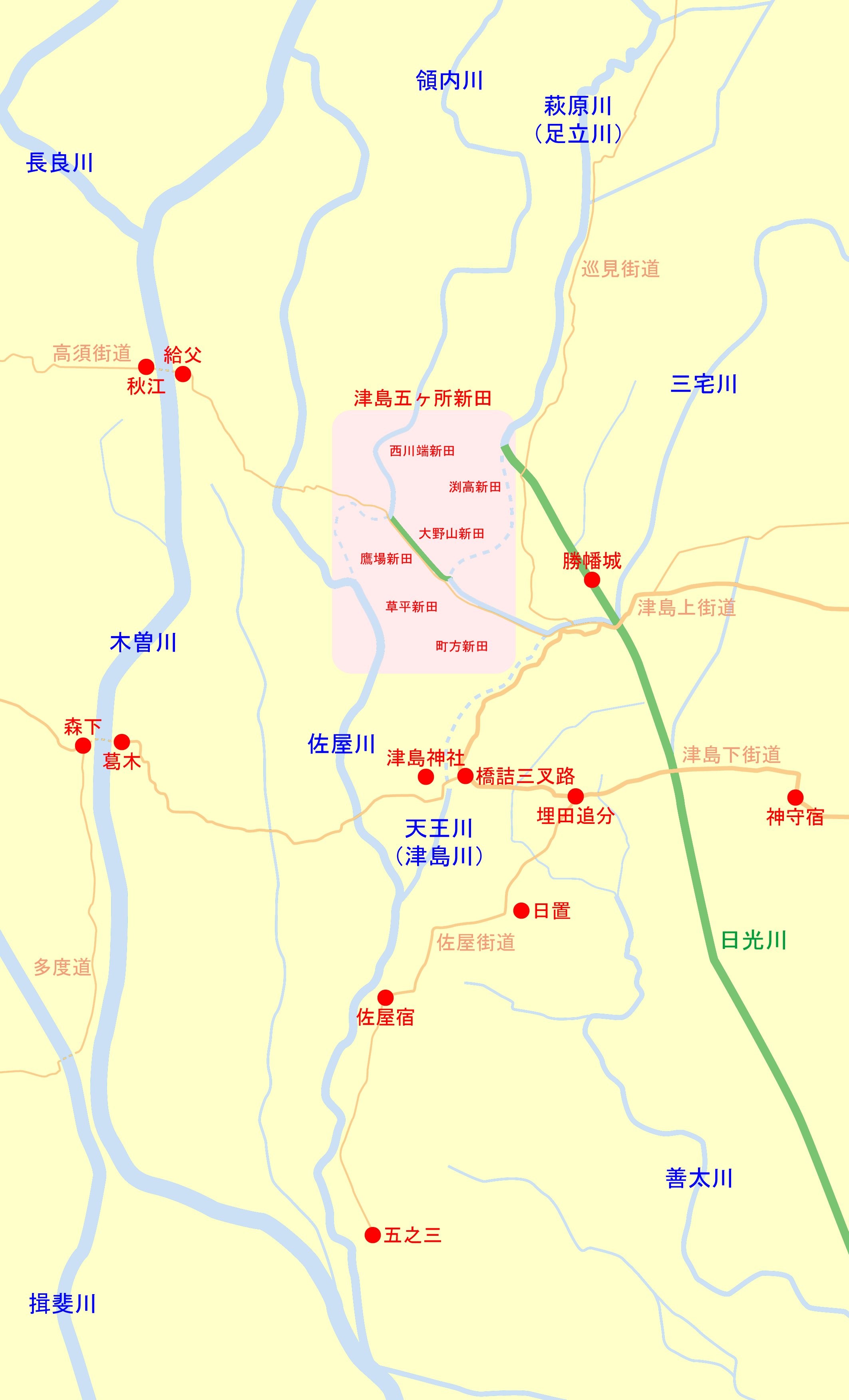
江戸時代末ごろの天王川周辺の位置関係図。破線は江戸時代初期ごろの旧河道、緑線・緑字は開削・付替後の新河道。橙線・橙字は主要街道、赤字は主要な地名など。

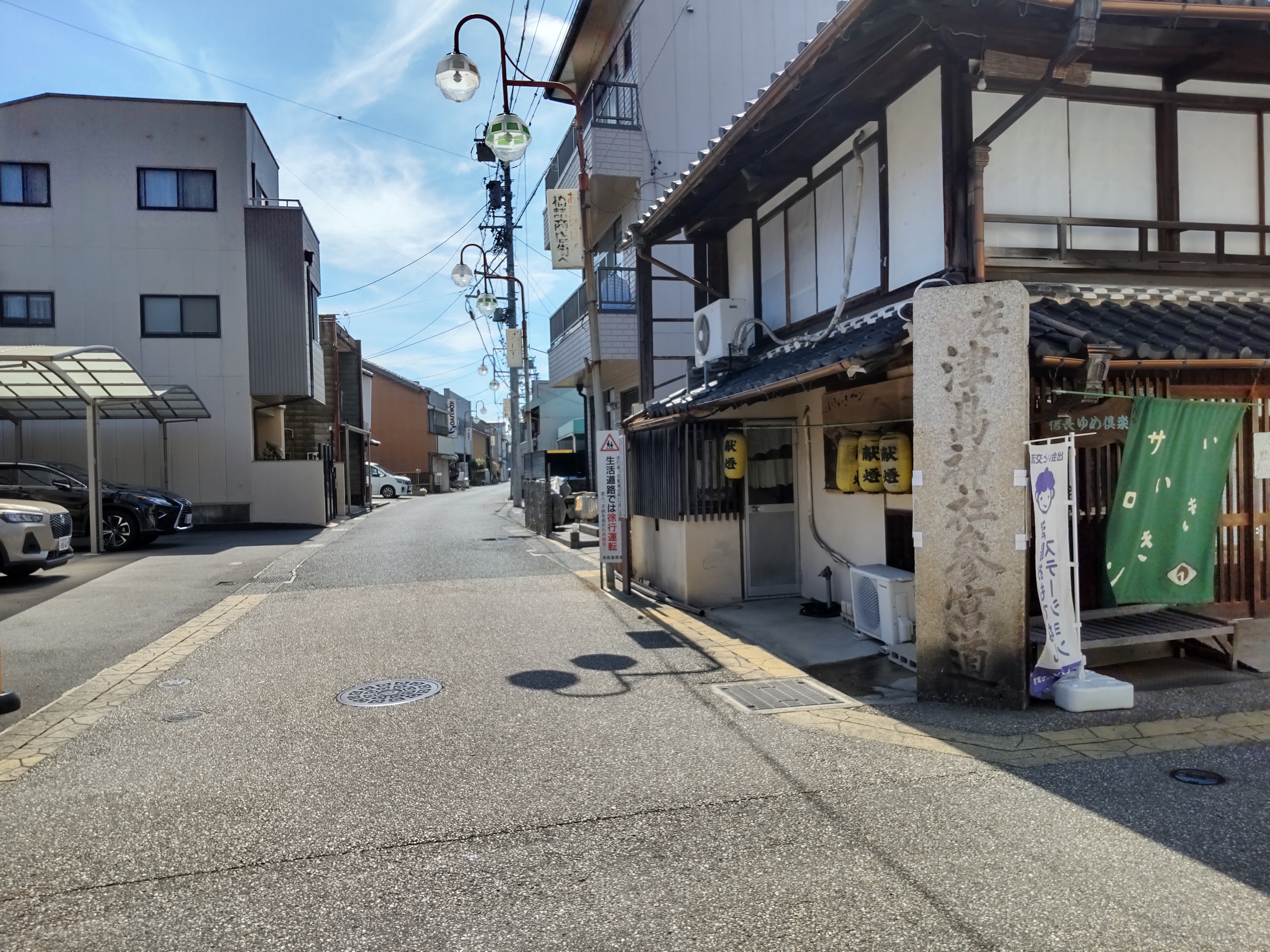
橋詰三叉路から津島神社側を望む

上街道・下街道は前述のとおり橋詰町の三叉路で交わって1つの「津島街道」となって西の津島神社へと向かうが、江戸時代初期には津島神社との間に天王川が流れていた。上街道・下街道が交差する付近の「本町筋」と呼ばれる路地は、かつての天王川の堤防に沿った緩やかな曲線を描いており、古い商家が現存するなどかつての様子を残している。津島神社の東門前には門前町との間に「天王橋」が架けられていたが、周辺地域の排水改善のために日光川が開削されるなど大規模な河川改修が行われた結果、天王川が築留めされた際に「天王橋」も取り壊されたため現在のような地続きの参道となった。